# Morón, Argentina
Morón är en kommunhuvudort i Argentina.   Den ligger i provinsen Buenos Aires, i den centrala delen av landet, 23 km väster om huvudstaden Buenos Aires. Morón ligger 29 meter över havet och antalet invånare är 319 934.
Terrängen runt Morón är mycket platt. Runt Morón är det mycket tätbefolkat, med 2 181 invånare per kvadratkilometer.. Morón är det största samhället i trakten.
Runt Morón är det i huvudsak tätbebyggt.